# فرحان السعدي
فرحان السعدي (ولد في 1856 في المزار - أعدم في 22 نوفمبر 1937)، مناضل فلسطيني من جماعة عز الدين القسام، شارك في مقاومة الانتداب والصهيونية في فلسطين. من قادة ثورة 1936 في فلسطين. أعدمته سلطات الانتداب البريطاني.

## المولد والنشاة
ولد الشيخ فرحان السعدي في قرية المزار من أعمال قضاء جنين، شمال فلسطين، في منتصف القرن التاسع عشر. تلقى علومه في كتّاب القرية ومدرسة جنين الابتدائية، إلا أنه كان مولعاً في شبابه بتلقي الدروس الدينية في المساجد، والاجتماع مع العلماء ورجال الدين، فأضفت عليه نشأته الدينية والعلمية مهابة واحتراماً في بيئته. ولما احتل الإنكليز فلسطين كان يُعرف بين الناس بـ«الشيخ فرحان». حافظ للقرآن الكريم والأحاديث النبوية لذلك عرف بـ«الشيخ».

## الجهاد
شارك الشيخ فرحان في المؤتمرات الوطنية وفي المظاهرات ضد الانتداب البريطانية بصورة متواصلة، وألّف، في ثورة 1929، عُصبة من المجاهدين في قضاء جنين تصدت لسلطة الانتداب بالتمرد والعصيان، فقبضت عليه السلطة وسجنته ثلاثة أعوام في سجن عكا وسجن نور شمس. وانتقل، بعد خروجه من السجن، إلى حيفا، حيث اتصل بالشيخ عز الدين القسام وانضم تحت لوائه.

## الاستشهاد

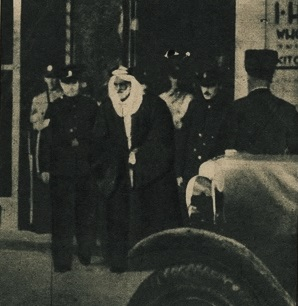
السعدي بعد إلقاء القبض عليه من قبل قوات الإحتلال البريطاني 1937.أعدم في وقت لاحق.

في 17 أبريل 1936 هاجم الشيخ فرحان السعدي، ورفيقه الشيخ عطية أبو أحمد، القافلة اليهودية، ثم انتقل بعد هذه الحادثة (التي أدت إلى ثورة 1936) مع رفاقه إلى الجبال، معتصمين بوعورها وكهوفها، يناضلون طوال المرحلة الأولى. ومنذ مقتل 'أندروز' (Andrews)، بثت السلطة عيونها، تتعقب القساميين، حتى تمكنت من القبض على الشيخ فرحان وثلاثة آخرين من رفاقه. ولما كانت السلطة تعلم أن الشيخ هو العقل الأول في العصبة بعد استشهاد القسام، فقد حاكمته محاكمة صورية في ثلاث ساعات موجهة إليه تهمة مقتل 'أندروز'، وأصدرت حكمها بعدها بالإعدام شنقاً.
رفض السعدي أن يتكلم في أثناء المحاكمة مدافعاً عن نفسه، فكان هادئاً وكانت كلماته قليلة جداً وجريئة، وعندما سألوه: «أأنت مذنب؟» أجاب: «معاذ الله أن أكون مذنباً!» وعندما سألوه، أثناء مفاجأته في مخبئه والقبض عليه، إن كان يملك أسلحة، أجاب بـ«نعم»، وبأنه يملك مسدساً قديماً معلقاً على الحائط في بيته.
تبرع عدد من المحامين للدفاع عن السعدي، وكانت حجتهم في الدفاع عنه أنه لم يقبض عليه وهو يستعمل السلاح، وأنه قد ذكر من تلقاء نفسه بأنه يملك مسدساً، كما أنه أكبر عمراً من أن يتمكن من القيام بأي عمل حربي. إلا أن المحكمة العسكرية (التي تألفت قبل أيام قليلة، في 11 نوفمبر) لم تأخذ بأي من هذه الحجج ولم تستمع إلى النداءات العربية الصادرة من فلسطين ومن خارجها بتخفيف حكم الإعدام، فقد قررت الحكم ونفذته في 22 نوفمبر1937، وقيل في 27. ولم تبالِ بكون الشيخ السجين صائماً في شهر رمضان، فنفّذ فيه الحكم. إلا أن النتيجة جاءت على عكس ما توخته حكومة الانتداب، إذ لم يحدث في تاريخ البلاد أن أعدم شيخ في مثل عمره، وفي شهر رمضان المبارك.
أدى إعدام السعدي إلى انبعاث الحماسة الجماهيرية الثورية من جديد، وقد اشتهرت حادثة إعدام السعدي إلى درجة أنها طغت على دوره الكبير، وعلى حقيقته كباعث رئيسي من بواعث الثورة، إلا أن رفاقه يعترفون له بذلك، فقد لقبه المؤرخ القسامي صبحي ياسين بـ«المجاهد الصادق»، كما ذكر بأنه «خليفة الشهيد القسام وأول من أطلق رصاصة في سنة 1936».
ويبقى الشيخ فرحان السعدي منارة من منارات الجهاد، ومدرسة للمقاومة ينهل منها المقاومون على مدار الزمان.

## في الشعر
خاطب الشاعر الفلسطيني عبد الكريم الكرمي الأمة العربية حكامًا وشعوبًا في رثاء السعدي، قائلًا: